# Société d'histoire diplomatique
La Société d'histoire diplomatique a été créée en 1886 par René de Maulde-La Clavière (1848-1902) qui en a été le secrétaire général jusqu'en 1899. Son premier président a été le duc Albert de Broglie, homme d’État et historien de la diplomatie du XVIIIe siècle. À partir de 1887, la Société publie la Revue d'histoire diplomatique, qui édite à aujourd'hui quatre numéros par an.
La Société d'histoire diplomatique existe toujours sous le nom de Société d'histoire générale et d'histoire diplomatique (SHGHD).
La Société d’histoire générale et d’histoire diplomatique (en abrégé « Société d’histoire diplomatique » par référence à son ancêtre) est une société savante à but non lucratif, qui a pour objet d’encourager et de soutenir la connaissance et la compréhension des relations internationales dans leur profondeur historique.
Elle a son siège à Paris et réunit des diplomates ou d’anciens diplomates, des officiers généraux, des universitaires et d’autres observateurs avertis de la vie internationale, notamment des membres des grands corps de l’État, des médecins et des hommes de loi.
Elle est aujourd’hui (2020) présidée par Gabriel de Broglie, de l’Académie française, chancelier honoraire de l’Institut de France.
La Société d’histoire diplomatique organise pour ses membres huit conférences par an et, tous les deux ans, un colloque ouvert à tout public et réunissant des personnalités françaises et étrangères apportant une réflexion approfondie sur de grandes questions diplomatiques. Les deux derniers colloques ont eu pour sujet :
- (en 2018) « L’usage du référendum dans les relations internationales »,
- (en 2020) « Militaires et diplomates : leur rôle dans la politique étrangère de la France d’aujourd’hui ».